# Корнь (комуна, Галац)
Корнь, Корні (рум. Corni) — комуна у повіті Галац в Румунії. До складу комуни входять такі села (дані про населення за 2002 рік):
- Корнь (974 особи)
- Мечишень (954 особи)
- Урлешть (567 осіб)

Комуна розташована на відстані 206 км на північний схід від Бухареста, 51 км на північ від Галаца, 145 км на південь від Ясс.

## Населення
За даними перепису населення 2002 року у комуні проживали 2495 осіб, усі — румуни. Усі жителі комуни рідною мовою назвали румунську.
Склад населення комуни за віросповіданням:
| Релігія       | Кількість осіб | Відсоток |
| ------------- | -------------- | -------- |
| православні   | 2488           | 99,7%    |
| п'ятдесятники | 5              | 0,2%     |
| старообрядці  | 2              | 0,1%     |

## Зовнішні посилання
- Дані про комуну Корнь на сайті Ghidul Primăriilor [Архівовано 8 жовтня 2012 у Wayback Machine.]